# 宮本順三
宮本 順三（みやもと じゅんぞう、1915年4月1日 - 2004年1月13日）は玩具デザイナー。

## 人物
1915年大阪府に生まれる。生まれた時の名前は村田順三だった。父の村田兼吉は呉服屋の経営者であるとともに羽織裏の友禅デザイナーでもあった。母が病弱だったことから生まれてすぐに親戚の宮本甲造の養子になった。幼少時から玩具と絵に興味を示していた。彦根高等商業学校（現・滋賀大学経済学部）に進学し美術部を創部して自身の名前をもじったZUNZOの号を使用した。部活動の他に中之島洋画研究所で学んだ。昭和東北大凶作を憂いて募金集めに絵画即売会を彦根土橋町（現・彦根市銀座町）のマルビシ百貨店で開催したこともある。

## 玩具デザイナーとして
1935年江崎グリコに入社。面接時に創業者の江崎利一に菓子に玩具のおまけを付けることを提案し採用された。販売促進のためカード等のおまけを商品に付けていた利一は玩具をおまけに付けることを決し、順三はミニ玩具のデザイナーとなった。日本と世界の玩具を参考にして約3000種のデザインを手がけた。日中戦争の激化とともに金属類は供出の対象として回収され、火薬の材料となるセルロイドも使用が禁止された。材料不足の中で廃品・雑木を集めてはおまけの制作を続けた。物資不足が深刻化すると天津に趣き材料調達に奔走する日々を送った。しかし、戦局は激しさを増し、おまけは生産中止に追い込まれてしまい、順三も徴兵されてしまった。

## 終戦～晩年
太平洋戦争終戦時には順三は江崎グリコを退社し、セルロイド製造を営んだ。1952年に山三化学工業を設立。1960年頃からは画家としていろんな民族の「祭りと踊り」を題材に描き、多くの作品を遺した。創業者江崎利一の遺志もあって、その後も1997年までグリコのおまけを作り続けた。
1981年、紺綬褒章を受章。2004年1月13日、肺炎のため死去。

## 作品
- 世界の祭りと踊り
- 世界の人形
- 遊於職
- 回想録 『ぼくは豆玩』